# Scherzo
Scherzo ( /ˈskɛərtsoʊ/, tiếng Ý: [ˈskertso] ; số nhiều là scherzos hoặc scherzi), là thuật ngữ chỉ một sáng tác ngắn trong âm nhạc cổ điển phương Tây, đôi khi là một chương từ một tác phẩm lớn hơn như một bản giao hưởng hoặc một bản sonata. Định nghĩa chính xác về scherzo đã thay đổi qua thời gian dài, nhưng scherzo thường được đề cập tới như sự thay thế minuet trong chương thứ ba của một tác phẩm bốn chương, chẳng hạn như một bản giao hưởng, sonata hoặc tứ tấu đàn dây. Thuật ngữ này cũng có thể đề cập đến một sáng tác mang tính hài hước có tiết tấu nhanh có thể là một phần của tác phẩm đồ sộ hoặc không.
Scherzo cũng mang tính là một điệu vũ. Tuy nhiên ở thời kì sáng tác của Beethoven, scherzo trở nên nhanh hơn và không còn mang tính vũ điệu nữa.

## Từ nguyên
Từ scherzo trong tiếng Ý có nghĩa là "trò đùa" hoặc "chơi đùa". Scherzo cũng có từ badinerie mang nghĩa tương tự nhưng hiếm hơn được sử dụng. Đôi khi từ scherzando ('đùa giỡn') được sử dụng trong ký hiệu âm nhạc để chỉ ra rằng một đoạn nhạc nên được diễn tấu một cách vui tươi. Việc sử dụng từ scherzo trong âm nhạc có nguồn gốc ban đầu trong những vở nhạc kịch nhẹ nhàng của thời kỳ đầu baroque, thường được gọi là scherzi musicali, ví dụ:
- Claudio Monteverdi đã viết hai bộ tác phẩm với tiêu đề này vào năm 1607 và năm 1632.
- Antonio Brunelli đã viết Scherzi, Arie, Canzonette e Madrigale cho giọng hát và nhạc khí vào năm 1616.
- Johann Baptist Schenk đã viết vở nhạc kịch Scherzi (mười bốn tổ khúc cho gamba và bè trầm liên tục).

Sau đó, các nhà soạn nhạc đã áp dụng thuật ngữ scherzo (số nhiều là scherzos hoặc scherzi) và đôi khi là badinerie  cho một số tác phẩm nhạc cụ có tiết tấu nhanh ở ký hiệu nhịp phân đôi, ví dụ:
- Bản scherzo trong Partita số 3 của Johann Sebastian Bach cho đàn phím.
- "Badinerie" được biết đến nhiều nhất là chương cuối cùng của Tổ khúc cho dàn nhạc số 2 cung Si thứ của Bach.
- Badineries trong ouvertures Pháp của Christoph Graupner và Georg Philipp Telemann.